# 郭居敬
郭居敬（？—？），字義祖，福建延平府尤溪人（一說大田人、八都小村人），元代作家、学者。
性至孝，“親沒，哀毀過禮，曾集虞舜以下二十四人行孝之概，序而詩之，用訓童蒙，虞集。歐陽玄諸人欲薦之，固辭不起。有《百香诗》。”事迹可知者甚少。著作《二十四孝》、《百香诗》行于世。日本京都龙谷大学图书馆发现《新编郭居敬百香诗选》抄本。今河南省南阳市社旗县山陕会馆还收藏有郭居敬绘制的珍品刺绣《二十四孝》图。有弟郭守正，郭居業。